# Clubiona upoluensis
Clubiona upoluensis este o specie de păianjeni din genul Clubiona, familia Clubionidae, descrisă de Marples, 1964.
Este endemică în Samoa. Conform Catalogue of Life specia Clubiona upoluensis nu are subspecii cunoscute.